# Kepakisan
Kepakisan is een bestuurslaag in het regentschap Banjarnegara van de provincie Midden-Java, Indonesië. Kepakisan telt 2599 inwoners (volkstelling 2010).